# Gemarkung Forst Kleinschwarzenlohe
Die Gemarkung Forst Kleinschwarzenlohe liegt im Landkreis Roth (Mittelfranken, Bayern) teils auf dem Gemeindegebiet von Wendelstein, teils auf dem gemeindefreien Gebiet Forst Kleinschwarzenlohe. Die Gemarkung hat eine Fläche von 15,007 km² und ist in 231 Flurstücke aufgeteilt, die eine durchschnittliche Fläche von 64963,61 m² haben. In ihr liegt ein Teil des Gewerbeparks Nürnberg-Feucht und das Autobahnkreuz Nürnberg-Süd. Ansonsten besteht die Gemarkung – wie schon aus ihrem Namen hervorgeht – aus Waldgebieten.
Benachbarte Gemarkungen sind Feucht und Fischbach bei Nürnberg im Osten, Röthenbach bei Sankt Wolfgang im Südosten, Wendelstein und Kleinschwarzenlohe im Süden, Kornburg und Worzeldorf im Westen, Eibacher Forst im Nordwesten und Langwasser im Süden.